# 佐藤哲郎
佐藤 哲郎（さとう てつろう、1920年1月5日 - 2004年1月23日）は、日本の弁護士。最高裁判所判事。福島県出身。

## 概要
1941年（昭和16年）東京帝国大学法学部を卒業。この時に高等試験司法科に合格していたが、いったん三菱信託に入社。その後に陸軍に召集され、4年間中国戦線で軍隊生活を送った。
復員した後は同社に戻り、宝くじの街頭販売を経験したこともある。しかし、国民主権の日本国憲法下で新しくスタートした司法制度に魅力を感じて司法研修所に入り、卒業は1949年（昭和24年）で司法修習生の第1期生となった。
修習を終えてすぐに弁護士登録をした。しばらくはイソ弁（居候弁護士）を経験した。その時に手がけた婦女暴行事件の弁護で一、二審は無期懲役判決が出ていたが、判決の事実認定を詳細に点検すると、伝聞証拠、しかもあやふやな内容が多いことを見つけ、そこをついた弁護を行った結果、最高裁で認められて差し戻しとなり、最終的に無罪となった。
東京家裁や東京地裁の調停委員、日弁連常務理事、司法研修所の民事教官、法制審議会国籍法部会委員なども務めた。
1986年（昭和61年）5月21日に最高裁判所判事に就任。弁護士界内部では人望が高く、有力な最高裁判事の候補の一人とされていた。就任の際の記者会見では「民主憲法の下では、裁判所は国民の裁判所になりきらなければなりません」と述べたが、これは三淵忠彦初代最高裁長官の発足にあたっての所信表明の中で述べた言葉とほぼ同じ。
有責配偶者離婚請求訴訟では1987年（昭和62年）9月2日の最高裁大法廷の判決で「条件付きで有責配偶者からの離婚請求訴訟」を認める多数意見に対して、「有責配偶者の離婚請求は原則として認められない。償いをしているのに報復のために離婚を拒まれている場合に限るべき」とする意見を表明した
1990年 （平成2年）1月に定年退官。1992年、勲一等瑞宝章受章。